# نامزد (مینی‌سریال)
نامزد (ایتالیایی: I promessi sposi) یک مینی‌سریال ایتالیایی است که در سال ۱۹۸۹ میلادی منتشر شد. فیلم‌نامهٔ این سریال بر پایهٔ رمانی به همین نام اثر آلساندرو ماندزونی نگاشته شده است. قسمت پایانی این مجموعه ۱۲ میلیون بیننده در ایتالیا داشت.

## بازیگران
- برت لنکستر
- فرانکو نرو
- آلبرتو سوردی
- اف. موری آبراهام
- فرناندو ری
- داریو فو
- والنتینا کورتزه
- هلموت برگر
- والتر کیاری
- دنی کوئین
- دلفین فارست
- جنی سیگروو
- جان‌پی‌یرو آلبرتینی
- رنتسو مونتانیانی
- رُزالینا نِـری
- پی‌یرا دلی اسپوستی
- متیو کریر
- گوردون میچل
- مرتین بروشار
- مارایکه کاری‌یر
- لئوپولدو تریئسته
- فرانکو چیتی
- گالئاتسو بنتی
- انریکو بروسکی
- جانی گارکو
- برنهارد ویکی
- ویلما د آنجلیس
- جراردو آماتو
- اوگو فانگارجی
- دیدی پرگو
- اولیویرو بئا
- انتسو روبوتی
- فلاویو بوچی
- پائولو بوناچلی
- سرجو فیورنتینی
- والتر والدی
- آنتونلا الیا
- پی‌یرو ماتسارلا
- خوزه کوالیو
- جفری کاپلستن
- کامیلو میلی
- کورادو لویاکونو
- ماریا مونتی
- آنتونیو گوئیدی
- آنتونیو کانتافورا

## صداپیشگان
- پینو کولیتسی
- جوزپه رینالدی
- گلاوکو اونوراتو
- سیمونا ایتسو
- ماسیمو لودولو